# Крістіан Фрюхтль
Крістіан Фрюхтль (нім. Christian Früchtl, нар. 28 січня 2000, Бішофсмайс, Німеччина) — німецький футболіст, воротар італійського клубу «Лечче».

## Ігрова кар'єра

### Клубна
Крістіан Фрюхтль є вихованцем футбольної академії мюнхенської «Баварії». У 2017 році Крістіан став переможцем юніорського чемпіонату Німеччини  у складі команди (U-17). У жовтні 2017 року видання The Guardian внесло Фрюхтля до списку 60 кращих футболістів 2000 року народження.
З 2017 року Фрюхтль був внесений в заявку команди «Баварія II» на участь у Регіональній лізі. У серпні 2020 року воротар був відправлений до кінця сезона в оренду у клуб Другої Бундесліги «Нюрнберг». Але не зіграв там жодного матчц і по закінченню оренди повернувся до «Баварії». В останньому турі чемпіонату Німеччини сезону 2021/22 у матчі проти «Вольфсбурга» воротар дебютував в основі «Баварії», вийшовши на заміну в другому таймі.
А вже влітку 2022 року Фрюхтль перейшов до складу віденської «Аустрії», підписавши з клубом контракт до 2025 року.
Влітку 2024 року Фрюхтль перейшов до італійського клубу «Лечче», з яким підписав контракт на три роки.

### Збірна
З 2015 року Крістіан Фрюхтль захищав кольори юнацьких збірних Німеччини всіх вікових категорій.

## Титули
Баварія
 Чемпіон Німеччини (4): 2017/18, 2018/19, 2019/20, 2021/22
 Переможець Суперкубка Німеччини: 2017